# Parafia św. Bartłomieja w Sławsku Wielkim
Parafia pw. św. Bartłomieja w Sławsku Wielkim – rzymskokatolicka parafia w dekanacie kruszwickim.

## Rys historyczny
Wieś wzmiankowana w 1254 r. jako własność biskupstwa włocławskiego, później w posiadaniu Sędziwoja, wojewody kaliskiego. Pierwsza świątynia we wsi powstała w 1318 r. Zachowały się wzmianki, że proboszczem w latach 1325–1327 był Okto. Drugi kościół pochodzi z 1578 r. Nosił wtedy wezwanie Wniebowzięcia Najświętszej Maryi Panny i Wszystkich Świętych. Obecny kościół został zbudowany w 1760 r. w miejsce poprzednich drewnianych. W 1819 r. kościół spłonął, a następnie go odbudowano.
Obecny cmentarz założono w XIX wieku niedaleko kościoła w Sławsku Wielkim

## Dokumenty
Księgi metrykalne:
- ochrzczonych od 1785 r.
- małżeństw od 1785 r.
- zmarłych od 1785 r.

## Galeria

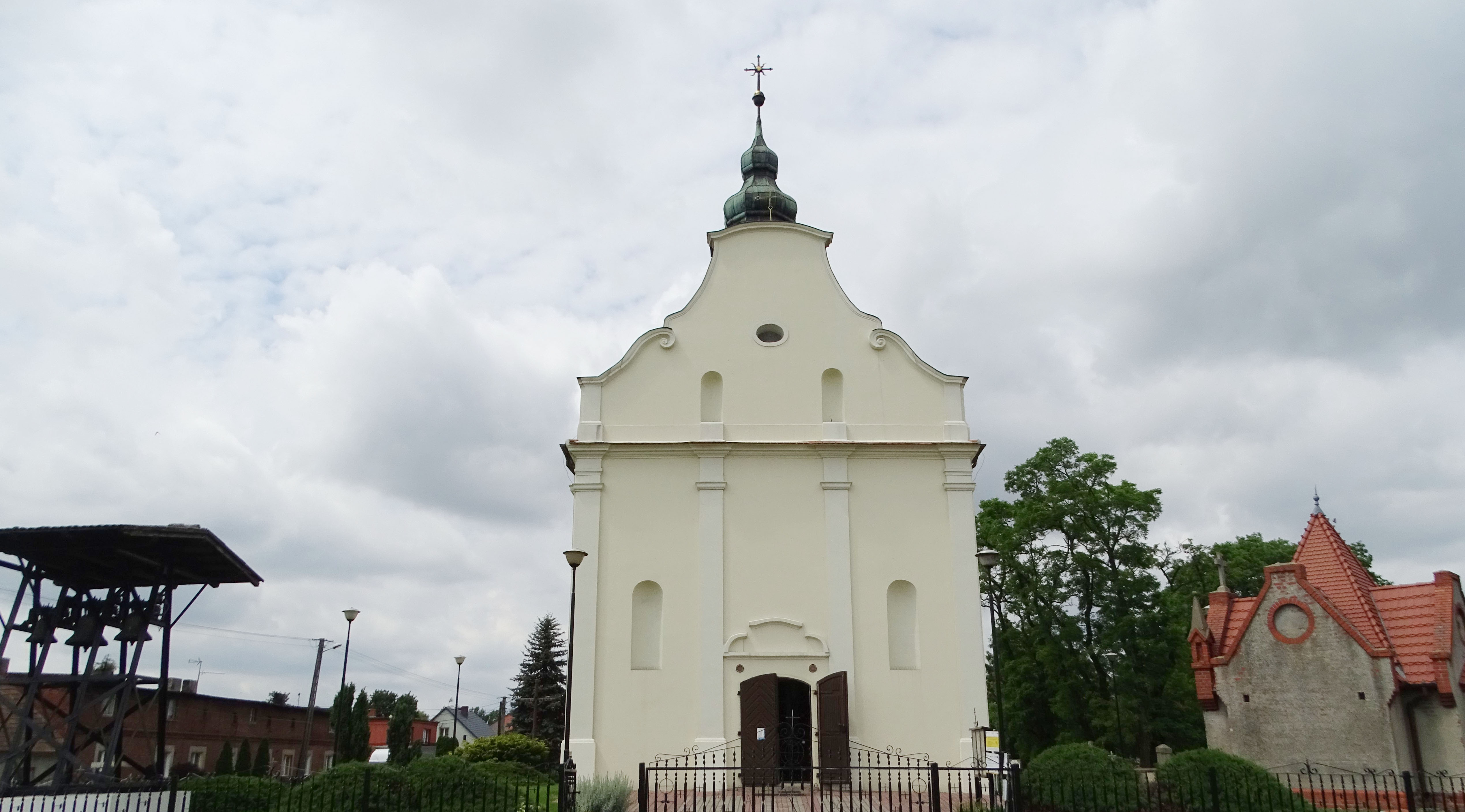
Kościół parafialny
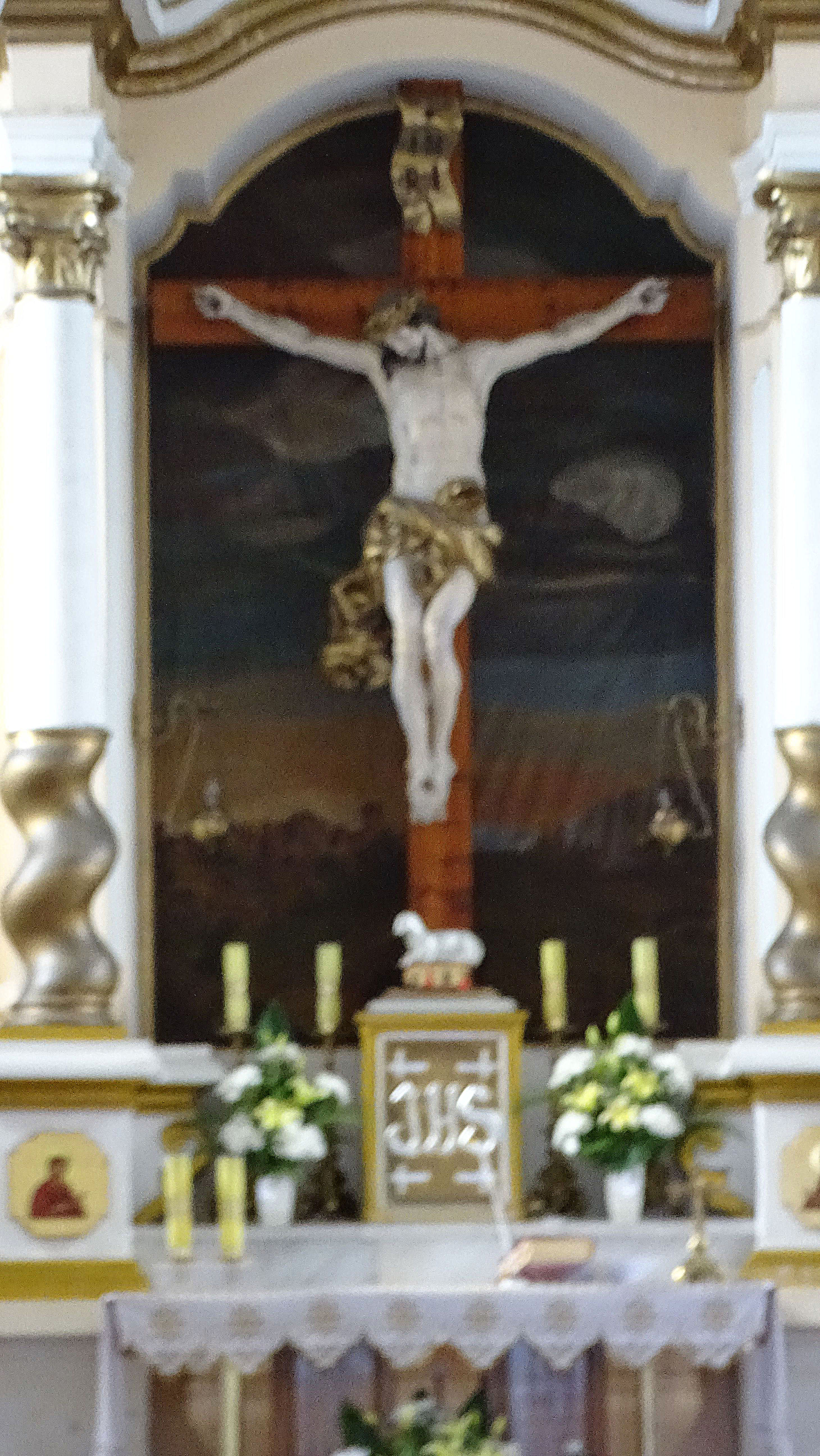
Wnętrze kościoła parafialnego
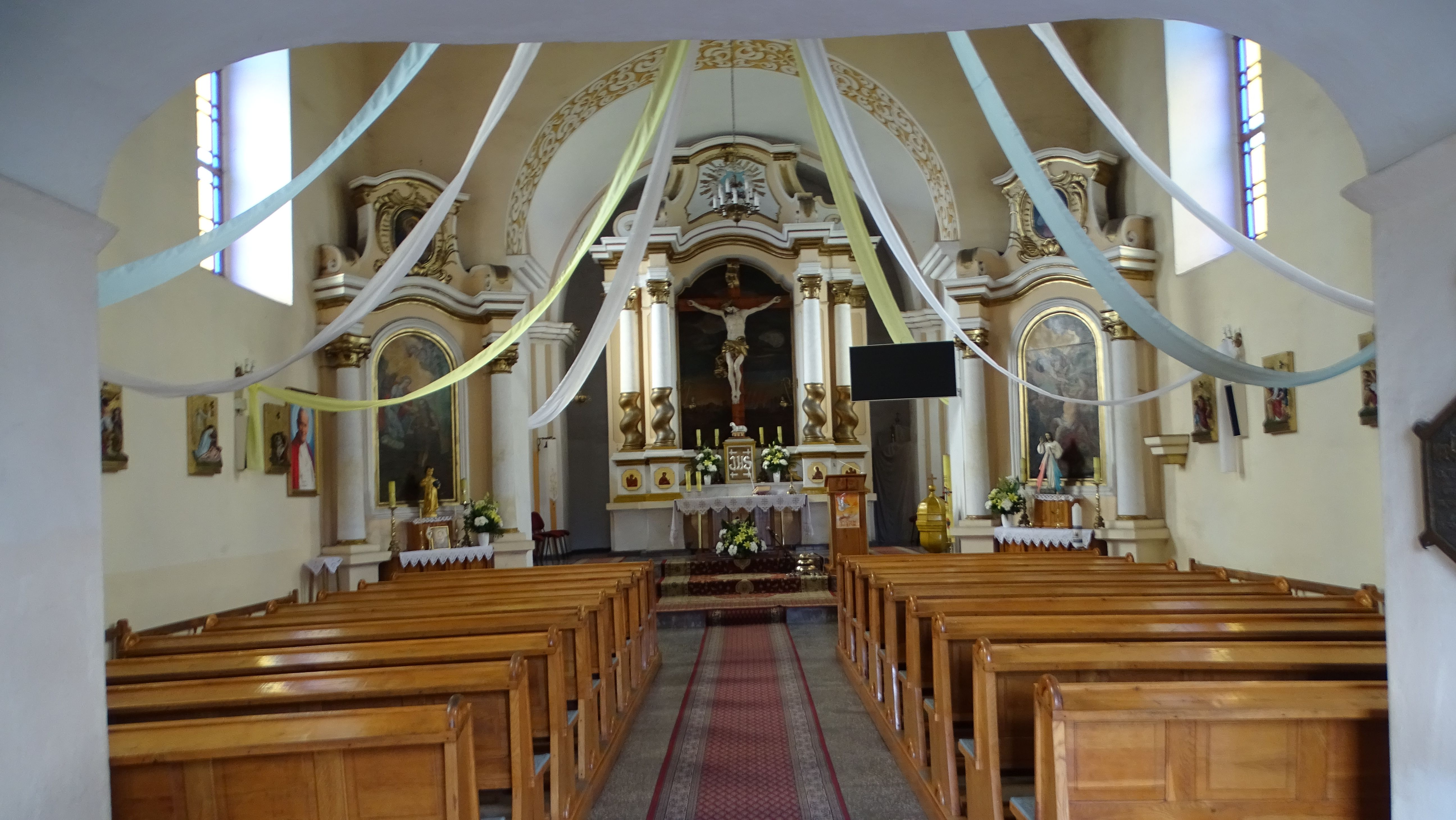
Wnętrze kościoła parafialnego
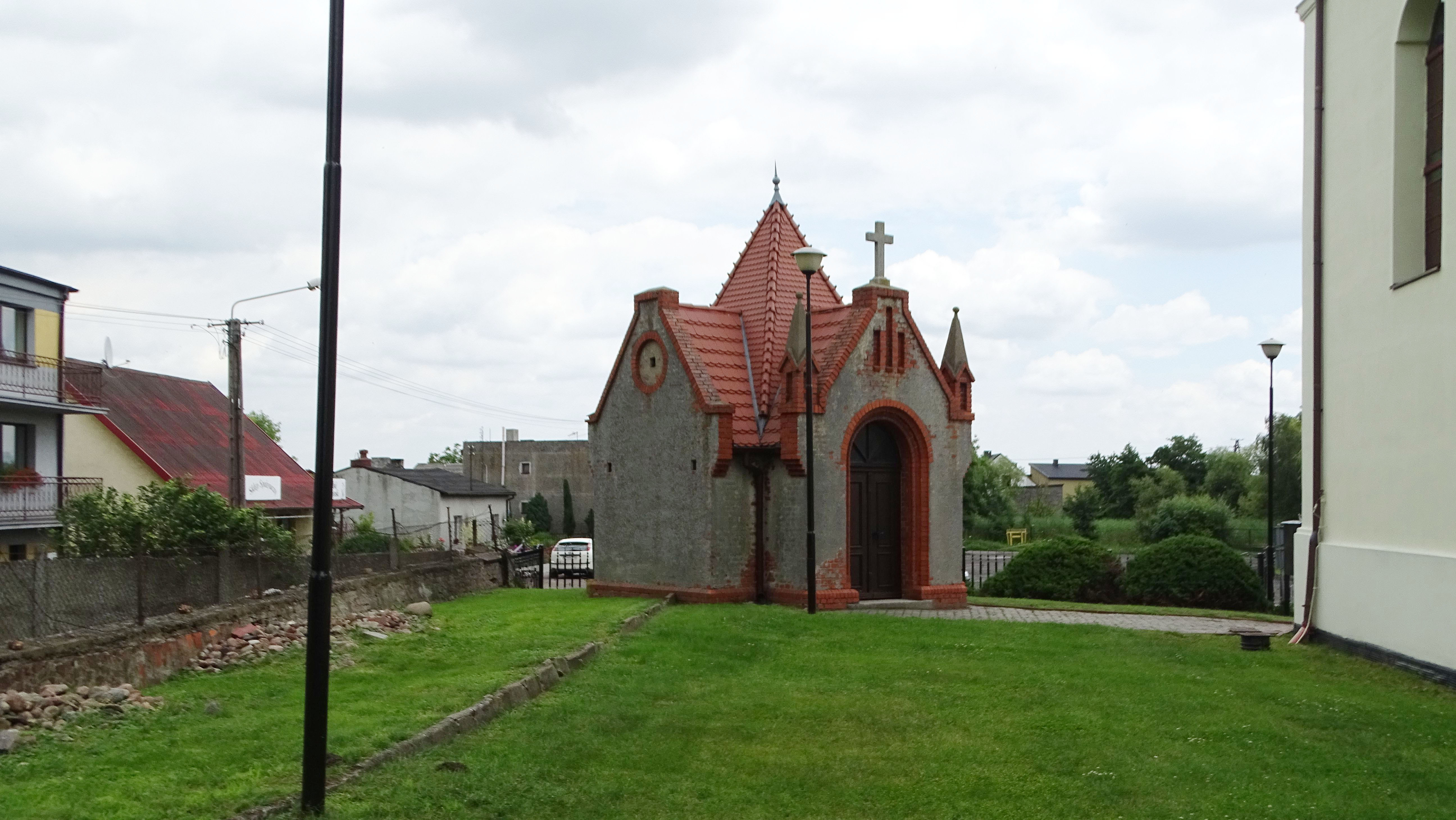
Kaplica pomocnicza
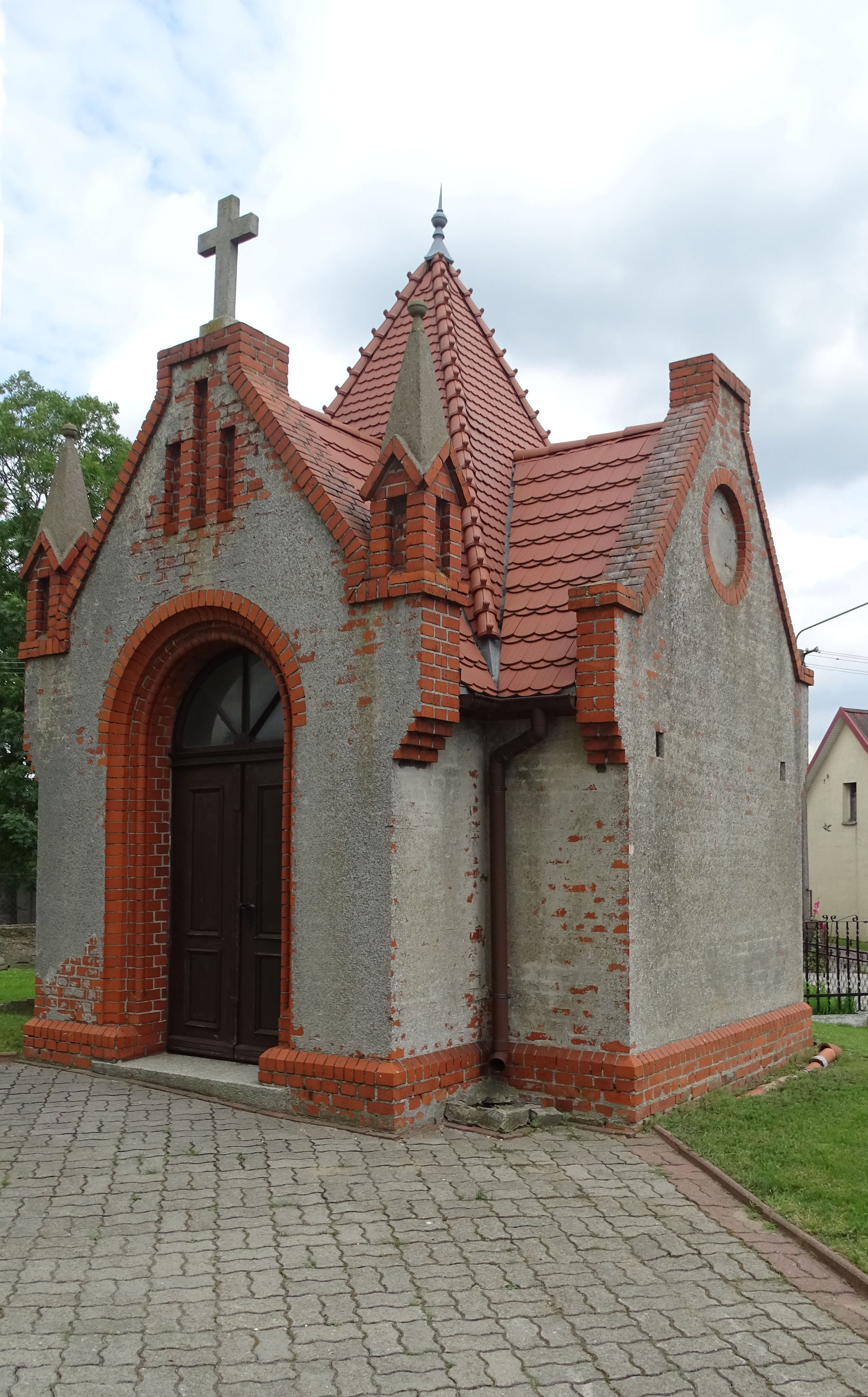
Kaplica pomocnicza
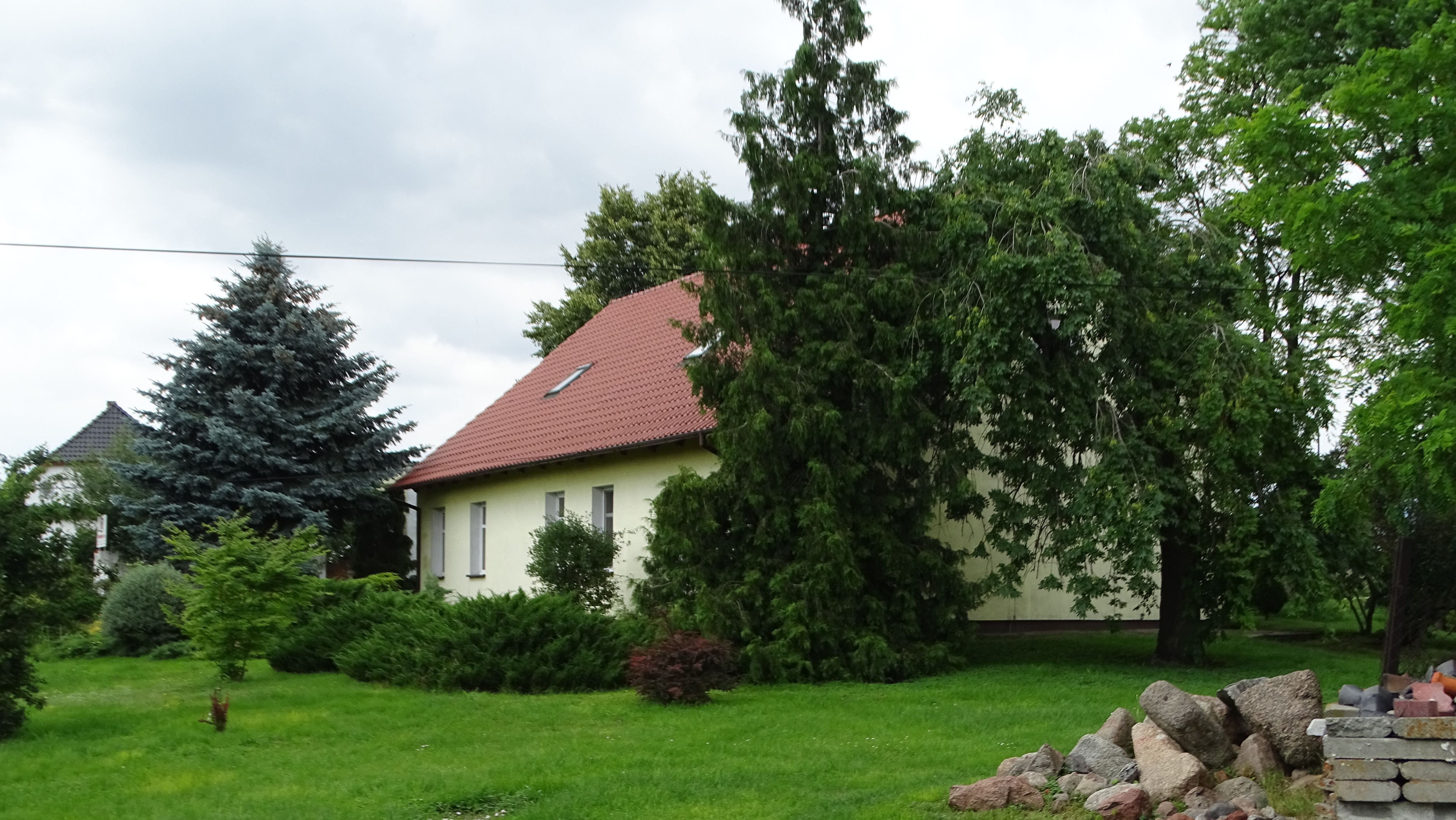
Plebania

## Zasięg parafii
W skład parafii w Sławsku Wielkim wchodzą: Bożejewice, Janowice, Kobylniki, Rożniaty, Sławsk Wielki i Żerniki.